# Оператор фискальных данных
Оператор фискальных данных (ОФД) — юридическое лицо, созданное специально для осуществления приёма, обработки, хранения и передачи фискальных данных в ФНС России. Начиная с 2016—2018 годов кассовые аппараты (т. н. «онлайн-кассы») передают данные о всех продажах в ОФД и ФНС.

## ОФД в России
Впервые налогоплательщики в России узнали об ОФД в законопроекте "О внесении изменений в 54-ФЗ «О применении контрольно-кассовой техники при осуществлении наличных денежных расчетов и (или) расчетов с использованием платежных карт». 12 июля 2016 года вступил в силу сам Закон 54-ФЗ «О применении ККТ» с последними правками от 3 июля 2016 года.
Сам факт перехода на онлайн-передачу фискальных данных вызвал бурные обсуждения. В странах развивающейся экономики, где такие требования есть (в основном страны Восточной Европы), они преимущественно не касаются малого бизнеса и частного предпринимательства.
В Российской Федерации принятию поправок предшествовал эксперимент ФНС в 2014—2015 гг.
Для работы ОФД регламентированы обязательные требования. Так, оператор фискальных данных должен располагать специальными техническими средствами, которые в режиме реального времени позволяют обрабатывать фискальные данные, формировать и проверять фискальный признак, а также хранить у себя базы фискальных данных. Также ОФД должны иметь ряд лицензий.
Оператор фискальных данных через информационно-телекоммуникационную сеть «Интернет» в режиме реального времени получает со всей закреплённой за ним контрольно-кассовой техники (ККТ) данные о финансовых операциях. ОФД накапливает такие данные, обрабатывает и передаёт в налоговый орган.
C 2018 года рынок операторов фискальных данных и развитие сервисов ОФД исследует CNews Analytics, который ежегодно публикует рейтинг ОФД, исходя из объема подключенных к каждому оператору касс (доля игроков на рынке) и предоставляемых бизнесу дополнительных услуг (аналитические сервисы в личном кабинете клиента, электронный документооборот, электронная отчетность, работа с маркировкой и др.).
Основная задача изменений в работе с контрольно-кассовой техникой — сделать рынок более честным и конкурентоспособным. Кроме того, реформа позволит упростить формат взаимодействия предпринимателя и федеральной налоговой службы, произойдет уход от бюрократических и административных издержек: в будущем отчетность будет сдаваться в режиме реального времени, исчезнет необходимость посещать федеральную налоговую службу для постановки на учет и перерегистрации кассовых аппаратов, и так далее.
«Переход на новую ККТ должен снизить административную нагрузку на налогоплательщиков за счет упрощения предоставления государственной услуги по её регистрации (перерегистрации) и исключить необоснованные проверки с выходом на место установки ККТ; способствовать снижению издержек налогоплательщиков, связанных с использованием ККТ; сократить теневой оборот наличности и, как следствие, увеличить налоговые поступления.»
Все налогоплательщики, которые используют ККТ, должны официально её зарегистрировать и заключить договор с ОФД на обработку фискальных данных. Договор оплачивается по подписке, стоимость услуги составляет от 1000 до 3000 рублей ежегодно за подключение одной единицы контрольно-кассовой техники. Крупным клиентам ОФД могут давать цену в 5-6 раз меньшую, что ставит под сомнение экономическую обоснованность столь высокой распространённой цены в 3000 рублей.
Законом предусмотрен плавный переход на новую схему работы налогоплательщиков с контролирующим органом (ФНС), включающую оператора фискальных данных, как обязательного.
Этапы перехода на новую схему:
- с 15 июля 2016 года добровольный переход;
- с 1 февраля 2017 года регистрация ККТ будет осуществляться по новому порядку;
- с 1 июля 2017 года старый порядок прекратит свое действие;
- с 1 июля 2018 года на новый порядок переходят хозяйствующие субъекты, выполняющие работы и оказывающие услуги населению, владельцы торговых автоматов, субъекты малого предпринимательства, являющиеся налогоплательщиками ЕНВД либо применяющие патентную систему налогообложения, которые не были обязаны применять ККТ.

В России оператором фискальных данных может стать любое юридическое лицо, удовлетворяющее обязательным требованиям.
У кандидата на ОФД должно быть:
- Разрешение на обработку фискальных данных от ФНС;
- Лицензия ФСТЭК на техническую защиту информации;
- Лицензия ФСБ на разработку и производство средств криптографической защиты;
- Лицензия ФСБ на деятельность по защите данных;
- Технические средства в собственности для обработки фискальных данных;
- Технические средства для защиты фискальных данных;
- Нежилое помещение в собственности или аренде.

На сегодняшний день среди операторов фискальных данных активно развивается направление BigData. Агрегированные данные дадут инструмент для анализа поведения как отдельного покупателя, так и в целом ситуации по отрасли, что позволит формировать индивидуальные предложения для каждого клиента и развивать рынок «умной» рекламы.

## Список лицензированных ОФД
По состоянию на июнь 2019 года официально зарегистрировано 20 операторов фискальных данных.
По состоянию на июнь 2023 года в списки ФНС осталось 16 операторов фискальных данных.
| № п/п | Наименование ОФД                           | Дата выдачи разрешения на обработку ФД          |
| ----- | ------------------------------------------ | ----------------------------------------------- |
| 1     | АО «Энергетические системы и коммуникации» | Приказ ФНС России от 31.08.2016 № ЕД-7-20/468@  |
| 2     | ООО «Такском»                              | Приказ ФНС России от 31.08.2016 № ЕД-7-20/468@  |
| 3     | ООО «Эвотор ОФД»                           | Приказ ФНС России от 31.08.2016 № ЕД-7-20/468@  |
| 4     | ООО «Ярус»                                 | Приказ ФНС России от 31.08.2016 № ЕД-7-20/468@  |
| 5     | ООО «ПЕТЕР-СЕРВИС Спецтехнологии»          | Приказ ФНС России от 18.10.2016 № ЕД-7-20/565@  |
| 6     | ООО «Яндекс.ОФД»                           | Приказ ФНС России от 10.04.2017 № ЕД-6-20/20@   |
| 7     | ЗАО «КАЛУГА АСТРАЛ»                        | Приказ ФНС России от 14.04.2017 № ЕД-7-20/313@  |
| 8     | ООО «Компания «Тензор»                     | Приказ ФНС России от 14.04.2017 № ЕД-7-20/314@  |
| 9     | АО «Производственная фирма «СКБ Контур»    | Приказ ФНС России от 29.06.2017 № ЕД-7-20/525@  |
| 10    | АО «Тандер»                                | Приказ ФНС России от 11.07.2017 № ЕД-7-20/543@  |
| 11    | ООО Удостоверяющий центр «ИнитПро»         | Приказ ФНС России от 12.09.2017 № ЕД-7-20/720@  |
| 12    | ООО «ГРУППА ЭЛЕМЕНТ»                       | Приказ ФНС России от 12.09.2017 № ЕД-7-20/721@  |
| 13    | ПАО «Вымпел-Коммуникации»                  | Приказ ФНС России от 26.12.2017 № ЕД-7-20/1091@ |
| 14    | ООО «Контур НТТ»                           | Приказ ФНС России от 11.07.2018 № ЕД-7-20/443@  |
| 15    | ООО «Оператор фискальных данных «Онлайн»   | Приказ ФНС России от 26.12.2018 № ЕД-7-20/843@  |
| 16    | АО «Информационный центр»                  | Приказ ФНС России от 22.03.2019 № ЕД-7-20/150@  |